# راس کیس
 روس کیس (انگلیسی: Ross Case؛ زاده ۱ نوامبر ۱۹۵۱) یک تنیس‌باز اهل استرالیا است.